# アルバン・プレオベール
アルバン・プレオベール（フランス語: Alban Preaubert, 1985年9月20日 - ）は、フランスのフィギュアスケート選手（男子シングル）。
2009年欧州選手権5位。

## 人物
ユニークな演技で知られ、フィギュアスケート以外にも多くのスポーツをこなし、柔道も赤帯を持っている。また、フランスの名門グランゼコールの一つであるESCP EUROPEを2010年5月に卒業、MBAを取得し、2011年よりパリに本拠地を置く資産運用会社に勤務している。

## 技術・演技
4回転トウループと6種類の3回転ジャンプを跳ぶことができる。2007年夏には練習中に4回転ループに成功しており、いずれ競技会でも取り入れたいと語っている。
スピンでもほとんどレベル4を獲得し、取りこぼしが少ない。

## 経歴
6歳からスケートを始めた。2006-2007シーズン、グランプリシリーズで出場した2戦とも表彰台に上がり、初めてグランプリファイナルに進出を決めた。しかし、その後の練習中に背中を痛めてフランス選手権を欠場。グランプリファイナルには怪我をおして出場した。
2007-2008シーズン、欧州選手権で10位に終わった後、新しいSPを作って巻き返しをねらっていたが、世界選手権のSP前の練習で転倒して背中をいため、棄権することとなった。
2008-2009シーズン、序盤の国内テスト大会でブライアン・ジュベールを破って優勝し、エリック・ボンパール杯、ロシア杯で共に3位と好調、欧州選手権で5位となったが同国人のジュベールが優勝、ヤニック・ポンセロが4位だったため、世界選手権のフランス勢の2枠の中に残ることが出来なかった。
2011-2012シーズンはスケートカナダへの出場登録がなされていたが、シーズン開始前に自身の出身地域の地方紙に対し、現在はパリの資産運用会社に勤務しており、仕事が最優先で練習を行っていないということ、2011年冬季ユニバーシアードの代表に選出されなかったことに非常に失望したこと、そして膝の具合が良くないことを挙げ、明確に引退を表明することはないけれども、今後は試合に出場する考えはないことを表明した。
2011-2012シーズンからフランスのユーロスポーツで解説を行っている。

## 主な戦績
| 大会/年                       | 2001-02 | 2002-03 | 2003-04 | 2004-05 | 2005-06 | 2006-07 | 2007-08 | 2008-09 | 2009-10 | 2010-11 |
| ----------------------------- | ------- | ------- | ------- | ------- | ------- | ------- | ------- | ------- | ------- | ------- |
| 世界選手権                    |         |         |         |         | 8       | 11      | 棄権    |         |         |         |
| 欧州選手権                    |         |         |         |         | 6       | 6       | 10      | 5       | 7       | 10      |
| フランス選手権                | 7 J     | 2 J     | 1 J     | 6       | 3       |         | 3       | 3       | 3       | 3       |
| GPファイナル                  |         |         |         |         |         | 4       |         |         |         |         |
| GPスケートカナダ              |         |         |         |         |         |         |         |         | 3       | 6       |
| GPロシア杯                    |         |         |         |         | 6       |         |         | 3       |         | 5       |
| GPエリック杯                  |         |         |         | 8       |         | 2       | 3       | 3       | 7       |         |
| GPスケートアメリカ            |         |         |         |         |         | 3       | 5       |         |         |         |
| GP中国杯                      |         |         |         |         | 9       |         |         |         |         |         |
| GPNHK杯                       |         |         |         | 10      |         |         |         |         |         |         |
| ニース杯                      |         |         |         |         |         |         |         | 2       | 2       | 3       |
| アイスチャレンジ              |         |         |         |         |         |         |         |         | 3       |         |
| トリグラフ杯                  |         |         |         |         |         | 1       |         | 2       |         |         |
| 冬季ユニバーシアード          |         |         |         | 6       |         |         |         | 3       |         |         |
| 世界Jr.選手権                 |         | 3       | 4       | 9       |         |         |         |         |         |         |
| JGPクロアチア                 |         |         | 2       |         |         |         |         |         |         |         |
| JGPスケートブレッド           |         |         | 4       |         |         |         |         |         |         |         |
| JGPブラオエン・シュベルター杯 |         | 8       |         |         |         |         |         |         |         |         |
| JGPスケートスロバキア         |         | 11      |         |         |         |         |         |         |         |         |

### 詳細
| 2010-2011 シーズン    |                                                      |          |          |           |
| 開催日                | 大会名                                               | SP       | FS       | 結果      |
| 2011年1月24日 - 30日  | 2011年ヨーロッパフィギュアスケート選手権（ベルン）   | 10 63.77 | 8 132.38 | 10 196.15 |
| 2010年12月17日 - 18日 | フランスフィギュアスケート選手権（トゥール）         | 2 74.53  | 4 139.37 | 3 213.90  |
| 2010年11月19日 - 21日 | ISUグランプリシリーズ ロステレコム杯（モスクワ）     | 5 70.50  | 5 134.18 | 5 204.68  |
| 2010年10月29日 - 31日 | ISUグランプリシリーズ スケートカナダ（キングストン） | 5 69.71  | 5 139.34 | 6 209.05  |
| 2010年10月13日 - 17日 | 2010年ニース杯（ニース）                             | 5 69.35  | 3 135.06 | 3 204.41  |

| 2009-2010 シーズン       |                                                      |         |          |          |
| 開催日                   | 大会名                                               | SP      | FS       | 結果     |
| 2010年1月18日 - 24日     | 2010年ヨーロッパフィギュアスケート選手権（タリン）   | 6 76.37 | 9 131.24 | 7 207.61 |
| 2009年12月17日 - 20日    | フランスフィギュアスケート選手権（マルセイユ）       | 3 77.90 | 3 142.94 | 3 220.84 |
| 2009年11月19日 - 22日    | ISUグランプリシリーズ スケートカナダ（キッチナー）   | 4 72.30 | 3 139.98 | 3 212.28 |
| 2009年11月4日 - 8日      | 2009年ニース杯（ニース）                             | 1 73.88 | 6 114.38 | 2 188.26 |
| 2009年10月28日 - 11月1日 | 2009年アイスチャレンジ（グラーツ）                   | 4 69.20 | 5 124.63 | 3 193.83 |
| 2009年10月15日 - 18日    | ISUグランプリシリーズ エリック・ボンパール杯（パリ） | 7 66.49 | 7 123.14 | 7 189.63 |

| 2008-2009 シーズン    |                                                        |         |          |          |
| 開催日                | 大会名                                                 | SP      | FS       | 結果     |
| 2009年4月2日 - 4日    | 2009年トリグラフトロフィー（イェセニツェ）             | 1 69.07 | 1 146.81 | 1 215.88 |
| 2009年2月18日 - 28日  | 第24回冬季ユニバーシアード（ハルビン）                 | 1 66.35 | 5 108.99 | 3 175.34 |
| 2009年1月19日 - 25日  | 2009年ヨーロッパフィギュアスケート選手権（ヘルシンキ） | 5 73.50 | 5 138.72 | 5 212.22 |
| 2008年12月19日 - 21日 | フランスフィギュアスケート選手権（コルマール）         | 1 76.47 | 3 123.94 | 3 200.41 |
| 2008年11月20日 - 23日 | ISUグランプリシリーズ ロシア杯（モスクワ）             | 4 71.60 | 3 147.48 | 3 219.08 |
| 2008年11月13日 - 16日 | ISUグランプリシリーズ エリック・ボンパール杯（パリ）   | 4 73.24 | 3 149.20 | 3 222.44 |
| 2008年10月15日 - 19日 | 2008年ニース杯（ニース）                               | 1 73.06 | 5 117.65 | 2 190.71 |

| 2007-2008 シーズン    |                                                      |          |          |           |
| 開催日                | 大会名                                               | SP       | FS       | 結果      |
| 2008年1月21日 - 27日  | 2008年ヨーロッパフィギュアスケート選手権（ザグレブ） | 10 60.54 | 8 118.09 | 10 178.63 |
| 2007年12月6日 - 9日   | フランスフィギュアスケート選手権（メジェーヴ）       | 3 73.07  | 7 114.14 | 3 187.21  |
| 2007年11月15日 - 18日 | ISUグランプリシリーズ エリック・ボンパール杯（パリ） | 1 72.70  | 3 134.40 | 3 207.10  |
| 2007年10月25日 - 28日 | ISUグランプリシリーズ スケートアメリカ（レディング） | 4 67.05  | 5 127.35 | 5 194.40  |

| 2006-2007 シーズン    |                                                           |          |           |           |
| 開催日                | 大会名                                                    | SP       | FS        | 結果      |
| 2007年3月19日 - 25日  | 2007年世界フィギュアスケート選手権（東京）                | 10 70.06 | 11 132.54 | 11 202.60 |
| 2007年1月22日 - 28日  | 2007年ヨーロッパフィギュアスケート選手権（ワルシャワ）    | 6 66.10  | 5 133.85  | 6 199.95  |
| 2006年12月14日 - 17日 | 2006/2007 ISUグランプリファイナル（サンクトペテルブルク） | 3 71.63  | 4 129.69  | 4 201.32  |
| 2006年12月1日 - 3日   | フランスフィギュアスケート選手権（オルレアン）            | 1 83.80  | 1 155.69  | 1 239.49  |
| 2006年11月16日 - 19日 | ISUグランプリシリーズ エリック・ボンパール杯（パリ）      | 2 71.38  | 2 140.34  | 2 211.72  |
| 2006年10月26日 - 29日 | ISUグランプリシリーズ スケートアメリカ（ハートフォード）  | 2 73.80  | 3 138.87  | 3 212.67  |

| 2005-2006 シーズン  |                                                        |         |          |          |          |
| 開催日              | 大会名                                                 | 予選    | SP       | FS       | 結果     |
| 2006年3月19日-26日  | 2006年世界フィギュアスケート選手権（カルガリー）       | 5 33.18 | 17 61.62 | 6 136.15 | 8 230.95 |
| 2006年1月16日-22日  | 2006年ヨーロッパフィギュアスケート選手権（リヨン）     | -       | 5 69.08  | 8 121.10 | 6 190.18 |
| 2005年12月8日-11日  | フランスフィギュアスケート選手権（ブザンソン）         | -       | 3 69.23  | 3 135.38 | 3 204.61 |
| 2005年11月24日-27日 | ISUグランプリシリーズ ロシア杯（サンクトペテルブルク） | -       | 5 61.70  | 7 124.80 | 6 186.50 |
| 2005年11月3日-6日   | ISUグランプリシリーズ 中国杯（北京）                   | -       | 12 50.93 | 7 115.84 | 9 166.77 |

| 2004-2005 シーズン   |                                                          |          |          |           |           |
| 開催日               | 大会名                                                   | 予選     | SP       | FS        | 結果      |
| 2005年2月28日-3月6日 | 2005年世界ジュニアフィギュアスケート選手権（キッチナー） | 3 108.00 | 8 55.12  | 12 97.91  | 9 153.03  |
| 2005年1月12日-22日   | 第22回冬季ユニバーシアード（インスブルック）             | -        | 5        | 7         | 8         |
| 2004年12月10日-12日  | フランスフィギュアスケート選手権（レンヌ）               | -        | 6 63.05  | 7 108.30  | 6 171.35  |
| 2004年11月18日-21日  | ISUグランプリシリーズ エリック・ボンパール杯（パリ）     | -        | 11 47.94 | 7 98.06   | 8 146.00  |
| 2004年11月4日-7日    | ISUグランプリシリーズ NHK杯（名古屋）                    | -        | 11 53.82 | 10 100.12 | 10 153.94 |

| 2003-2004 シーズン   |                                                      |      |    |    |      |
| 開催日               | 大会名                                               | 予選 | SP | FS | 結果 |
| 2004年2月29日-3月7日 | 2004年世界ジュニアフィギュアスケート選手権（ハーグ） | 1    | 5  | 5  | 4    |
| 2003年10月22日-26日  | ISUジュニアグランプリ クロアチア杯（ザグレブ）       | -    | 3  | 2  | 2    |
| 2003年10月9日-12日   | ISUジュニアグランプリ スケートブレッド（ブレッド）   | -    | 1  | 4  | 4    |

| 2002-2003 シーズン   |                                                                |      |    |    |      |
| 開催日               | 大会名                                                         | 予選 | SP | FS | 結果 |
| 2003年2月24日-3月2日 | 2003年世界ジュニアフィギュアスケート選手権（オストラヴァ）     | 3    | 4  | 3  | 3    |
| 2002年10月10日-13日  | ISUジュニアグランプリ ブラオエン・シュベルター杯（ケムニッツ） | -    | 8  | 8  | 8    |
| 2002年10月3日-6日    | ISUジュニアグランプリ スケートスロバキア（ブラチスラヴァ）     | -    | 7  | 12 | 11   |

## プログラム使用曲
| シーズン  | SP | FS | EX |
| --------- | --- | --- | --- |
| 2010-2011 | Turtle shoes 曲：ボビー・マクファーリン 振付：ミュリエル・ザズーイ                                           | ピアノ三重奏曲 第2番 変ホ長調 D929, Op.100 作曲：フランツ・シューベルト 振付：パスカーレ・カメレンゴ | ツイスト・アンド・シャウト 曲：ビートルズ 男が女を愛する時 曲：パーシー・スレッジ Shout 曲：アイズレー・ブラザーズ          |
| 2009-2010 | 映画『時計じかけのオレンジ』より 作曲：ウェンディ・カルロス 編曲：マキシム・ロドリゲス                       | ローリング・ストーンズメドレー | El Tango by Mickels Réa |
| 2008-2009 | Exit Music 作曲：レディオヘッド 演奏：ブラッド・メルドー                                                     | カリンカ ヴォルガの舟歌 編曲：マキシム・ロドリゲス | Go down Moses 演奏：ルイ・アームストロングI put a spell on you ボーカル：スクリーミン・ジェイ・ホーキンス                   |
| 2007-2008 | パリの散歩道 作曲：ゲイリー・ムーア映画『アダムス・ファミリー』サウンドトラックより 作曲：マーク・シャイマン | 映画『ドラキュラ』サウンドトラックより 作曲：ヴォイチェフ・キラール 映画『インタビュー・ウィズ・ヴァンパイア』サウンドトラックより 作曲：エリオット・ゴールデンサール                                                                                                   | Navras 映画『マトリックス レボリューションズ』サウンドトラックより 作曲：ジュノ・リアクターMirza ボーカル：ニノ・フェレール |
| 2006-2007 | 禿山の一夜 作曲：モデスト・ムソルグスキー 熊ん蜂の飛行 作曲：ロバート・ウェルズ 振付：ニコライ・モロゾフ     | テレビドラマ『マイク・ハマー』サウンドトラック 作曲：フランツ・ワックスマン 映画『スウィング・キッズ』サウンドトラック 作曲：ジェームズ・ホーナー ミュージカル『Fosse Show』より 映画『マスク』サウンドトラックより 作曲：ランディ・エデルマン 振付：ニコライ・モロゾフ | If you go away ボーカル：シャーリー・バッシーYou Are So Beautiful ボーカル：ジョー・コッカー                                |
| 2005-2006 | 禿山の一夜 作曲：モデスト・ムソルグスキー 熊ん蜂の飛行 作曲：ロバート・ウェルズ 振付：ニコライ・モロゾフ     | ブルース・ジャズセレクション 編曲：デイヴ・ブルーベック 映画『パリ、テキサス』サウンドトラックより 作曲：ライ・クーダー ドアーズ | Brice de Nice ボーカル：レイ・チャールズ                                                                                    |
| 2004-2005 | Jaleo Project 作曲：ルイ・ ウィンスバーグ                                                                    | アディオス・ノニーノ 作曲：アストル・ピアソラ | クイーンメドレー |
| 2003-2004 | ザ・ケルン・コンサート 作曲：キース・ジャレット                                                              | ヨーグ・ル・バール | ロボット |
| 2002-2003 | ザ・ケルン・コンサート 作曲：キース・ジャレット                                                              | サンタナ ダフト・パンク ピーター・ガブリエル | I feel good ボーカル：ジェームス・ブラウン                                                                                  |